# Ата (мумія)
Гумано́їд Атака́ми (Атакамський гуманоїд, Атакамська мумія, скорочено Ата) — невелика, близько 15 см, жіноча людська мумія, знайдена у 2003 році в покинутому селищі Ла-Нория (ісп. La Noria) пустеля Атакама. Знаходиться в приватній колекції іспанського бізнесмена.

## Історія мумії
У жовтні 2003 року збирач артефактів індіанської історії, на ім'я Оскар Муньос (ісп. Oscar Muñoz) досліджував покинуте чилійське містечко Ла-Норія (La Noria), яке розташоване приблизно в 56 км від містечка Ікіке в пустелі Атакама (desierto de Atacama). Він і виявив згорток з маленькою людиноподібною мумією. Її довжина становила близько 15 сантиметрів і зовні мала непогане збереження. Були присутні навіть тверді зуби.
Впадали в очі дві незвичайні особливості. По-перше, це всього дев'ять пар ребер на відміну від дванадцяти звичайних для людини. По-друге, що більш примітно, сильно подовжений череп мумії. Яйцеголовість надавала схожість з класичним кіноінопланетянином. З цієї причини знахідка була названа «Гуманоїдом Атакама»[джерело не вказане 2796 днів].
Пізніше Оскар Муньос продав свою знахідку власнику місцевого пабу приблизно за 60 доларів США. Той, своєю чергою, перепродав її нинішньому власнику, іспанському бізнесменові Рамону Навіа-Осоріо (ісп. Ramón Navia-Osorio), за ціною, можливо, що досягала 160 тисяч доларів. Так Гуманоїд Атакама виявився в приватній колекції Барселони, де його ім'я скоротили до «Ата».

## Популяризація
Атакамська мумія отримала світову популярність завдяки американцеві, доктору Стівену М. Гріру, професійного популяризатора НЛО і подібних явищ. У 2012 році він заявив про те, що ведуться дослідження тіла можливої інопланетної істоти. Нібито фахівці за відхиленнями у розвитку скелета вже прийшли до висновку про малоймовірність того, що Гуманоїд Атаками є людиною. Повний звіт про ці дослідження доктор Стівен Грір обіцяв представити у своєму фільмі під назвою «Сіріус», що вийшов у 2013 році.
У фільмі йдеться про те, що вивчення мумії проводилося під керівництвом імунолога доктора Гаррі Нолана (англ. Harry Nolan), директора Центру протеоміки імунних систем школи медицини при Стенфордському університеті Каліфорнії. Його група, крім рентгенографії й томографії, провела детальний аналіз ДНК. Однак повного наукового звіту в фільмі не представлено.

## Вивчення
На детальне вивчення Атакамського гуманоїда в каліфорнійському Стенфордському університеті пішло близько пів року. Результати були оприлюднені на спеціальній пресконференції керівника групи дослідників Гаррі Нолана.
Аналіз ДНК, узятий з кісткового мозку ребер, показав, що мумія являє собою рідкісну мутацію людини жіночої статі. Причому її мати зовсім виразно була родом із західного узбережжя Південної Америки, тобто, по всій видимості, Чилійка.
Дослідження виявили невідому раніше аномалію розвитку скелета. Вивчення рентгенівських знімків і результатів томографії показало, що щільність епіфізарних пластинок колін (хрящові пластинки росту у дітей на кінцях довгих кісток) відповідає показникам у дитини приблизно семирічного віку.
Також був об'єктивно оцінений вік знахідки. Виявилося, що мумія порівняно недавня. Її останкам лише більше чотирьох десятків років, хоча інші вважають що їй понад 400 років, хоча спочатку не виключають вік, який можна порівняти з тисячоліттям. Причина в тому, що Атакамська пустеля — одне з найбільш сухих місць на землі, що сприяє нетлінню органіки.
У 2018 група дослідників Гаррі Нолана опублікувала в журналі Genome Research наукову статтю про результати дослідження ДНК мумії. Вчені визначили, що це «дівчинка-дитина, яка була чи не доношена, або народилася помітно пізніше терміну і померла майже відразу після появи на світ — до 8 років після народження». Незвичайний зовнішній вигляд обумовлений негативними мутаціями в близько 60 генах (COL1A1, COL2A1, KMT2D, FLNB, ATR, TRIP11 і PCNT), призвели до сколіозу, передчасного старіння, порушеннями в синтезі колагену і кісткової тканини, аномальному числу ребер тощо. Сіан Халькроу з Університету Отаго (Нова Зеландія) і її колеги з університетів США, Швеції та Чилі поставили під сумнів висновки дослідників зі Стенфордського університету, оскільки вони не виявили в Атакамської мумії ніяких ознак скелетних аномалій плода.

## Версії походження
На думку доктора Гаррі Нолана, може бути два пояснення виявлених фактів.
Перше, малоймовірне, — те, що Атакамська дівчинка страждала невідомим і важким різновидом карликовості. Тобто вона народилася дуже маленькою і реально прожила близько десяти років. Перевірка гіпотези надалі планується[коли?]. Її можна провести, порівнявши склад гемоглобіна з кісткового мозку зразка з гемоглобіном нормальної дорослої людини.
Друга версія, протилежна, полягає в тому, що Атакамська дівчинка була хвора прогерією, тобто аномально швидким старінням. Вона померла в утробі матері або відразу після передчасних родів.
Не виключаються також токсикологічні чинники. Відомо, що деякі токсиканти викликають вроджені дефекти. Для розгляду цієї гіпотези надалі планується проведення мас-спектрометрії тканин з метою знайти або ці токсиканти, або їх метаболіти.
Думка доктора Нолана має своїх опонентів. Наприклад, відомий палеоантрополог доктор Вільям Джангерс (англ. William Jungers) з університету Стоуні-Брук в штаті Нью-Йорк, США, вважає, що гуманоїд Атакама — це всього лише недбало висушена мертвонароджена, недоношена дитина. На підтвердження своєї версії він звертає увагу на лише трохи окостенілі й незрілі частини кінцівок, а також на широкий, відкритий лобовий шов черепа. Однак, на думку доктора Нолана, це не пояснює брак ребер і недостатню щільність епіфізарних пластинок.
Загальною думкою всіх учасників досліджень є переконаність, що Атакамский карлик — не інопланетянка і не спеціально виготовлена містифікація, але прихильники палеоконтакту та уфологи дотримуються іншої думки.

## Додатково
- Киштимський карлик
- «Сіріус» — фільм про Атакамського гуманоїда (США, 2013).